# توازن لوني

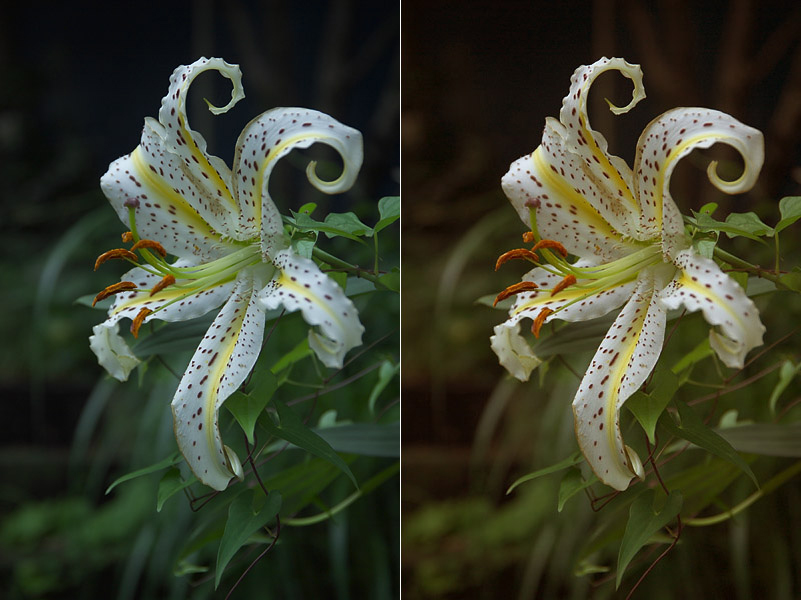
الصورة اليسرى كما أخذتها آلة التصوير الرقمي. والصورة اليمنى قد ضبطت بجعل السطح الرمادي حياديا في الضوء ذاته.

التوزان اللوني في التصوير وومعالجة الصور، هو الضبط الشامل لشدة الألوان (الأحمر والأخضر والأزرق، الألوان الأولية). الهدف الأساسي من هذا الضبط هو تصيير ألوان محددة – خصوصا الألوان الحيادية – تصييرا صحيحا، وتسمى هذه الطريقة أحيانا «التوازن الرمادي» أو «التوازن الحيادي»، أو «توازن الأبيض». يغير التوازن اللوني المزيج العام للألوان في الصورة ويستخدم عادة لتصحيح الصورة.
يجب أن تحول معطيات الصورة التي يلتقطها المكشاف، إما في الفيلم أو المكاشيف الإلكترونية للصورة، من القيم الملتقطة إلى قيم جديدة مناسبة لجهاز العرض أو الإظهار أو توليد اللون. وهناك عدة سمات لعملية الالتقاط والإظهار تجعل عملية تصحيح اللون أساسية، فالمكاشيف في آلة التصوير لا تطابق اللواقط في العين البشرية، فخصائص أجهزة توليد اللون وإظهاره يجب أن تأخذ بالاعتبار، والظروف المحيطة بالرؤية أثناء الالتقاط تختلف عن ظروف إظهار الصورة.
عمليات التوازن اللوني في التطبيقات الرائجة لتحرير الصورة تعمل عادة مباشرة على قيم العنصورات للألوان الأحمر والأخضر والأزرق
بدون اعتبار لأي نموذج توليد أو إحساس لوني. وتستخدم مرشحات تصحيح اللون أثناء عملية التصوير السينمائي فوق الأضواء أو على عدسات آلة التصوير.

## وصلات خارجية
- توازن أبيض - مقدمة من موقع nikondigital.org
- فهم التوازن الأبيض